# Девятый сапёрный батальон
Девятый сапёрный батальон — инженерная войсковая часть Российской императорской армии.
Старшинство — 11.01.1816 года.
Батальонный праздник — 11 января.

## История
Ведёт начало от 6-го пионерного батальона, сформированного 11 января 1816 года. В состав 6-го пионерного батальона вошли: саперная рота, сформированная в начале 1813 года в Борисове из ½ шефской роты 2-го пионерного полка Грессера, 5-й и 6-й пионерные батальоны, а также 1-я, 2-я и 3-я пионерные роты.
6-й пионерный батальон 31 января 1817 года был переименован в 5-й пионерный, а 25 октября 1829 года — во 2-й сапёрный; 18 октября 1876 года батальон получил название 9-го сапёрного. Батальон участвовал в походах и кампаниях: в 1831 г. — в Польше; в 1849—1850 гг. — в Венгрии; в Восточной войне 1853—56 гг.; в 1863 г. — при усмирении польского мятежа, в русско-японской войне 1904—05 гг и в Первой мировой войне. С начала 1917 года был преобразован  в 9-й инженерный полк.
В 1829 году батальон вошёл в состав 2-й саперной бригады; в 1841 году, в связи с упразднением 2-й саперной бригады  — в состав 1-й саперной бригады, которая в 1878 году была переименована в 4-ю саперную бригаду. В 1910 году при упразднении саперных бригад, батальон вошёл в состав 23-го армейского корпуса.
С 1817 года был расквартирован в Москве, к 1866 году — в Козенице, к 1875 году — в г. Гора-Кальвария; в 1878 году был временно переведён в Варшаву и к 1880 году был возвращен в место постоянной дислокации. С 1883 года был расквартирован в Новогеоргиевской крепости, с 1892 года — в Варшаве.

## Знамя батальона
Имеет простое знамя, без надписи, пожалованное 22 февраля 1828 года. Батальону пожалована в 1838 году скоба на знамя с вензелем Императора Павла I и надписью: «1797 г. Пионерный полк».